# Botanikkens specialer
Botanikkens specialer er en række underemner, der efterhånden har fået status som selvstændige forskningsområder. I løbet af det 20. århundrede førte udviklingen af nye metoder inden for botanikken til, at det krævede en fuldtidsindsats at beherske dem. Derfor valgte mange forskere at hellige sig delområder af faget. Denne tendens blev forstærket af, at botanikken i stigende grad benyttede sig af beslægtede fags erfaringer og vidensmængde. Den samme virkning fik en bevægelse i retning af øget tværfaglighed. Det har ført til udvikling af mange specialer, som spænder fra Planteanatomi, morfologi og plantefysiologi over genetik, systematik og palæobotanik til plantesociologi, plantegeografi og planteøkologi.

## Planteanatomi
Planteanatomien beskæftiger sig med planternes enkleste elementer: Celler, organeller, vævstyper og organer. Den er en meget gammel del af botanikken, men fik sit egentlige gennembrud med opfindelsen af mikroskopet.

## Morfologi
Morfologien er studiet af planternes ydre former. Det er formentlig den ældste del af botanikken, for den kan man sætte sig ind i uden andre hjælpemidler end sine sanser. Morfologien omfatter bl.a. Vækstformer, bladformer, blomsterformer og frugttyper.

## Plantefysiologi
I plantefysiologien undersøger man planternes livsfunktioner. Det er en nyere del af botanikken, som har draget nytte af mange nye opfindelser og opdagelser, bl.a. elektronmikroskopet, brugen af radioaktive isotoper og UV-lys. Fagområdet studerer forhold som fotosyntese, ånding, stofskifte, vækst, blomstring, befrugtning og frugtdannelse.

## Genetik
Genetik er den forskningsgren, som interesserer sig for planternes arvelige forhold. Den tog sit opsving med Gregor Mendels grundlæggende forsøg over arvegangen hos ærteplanter. I dag omfatter specialet bl.a. arvelighed, artsdannelse, hybrider, mutationer og udvikling.

## Systematik
Den botaniske systematik undersøger og beskriver planterigets indbyrdes slægskabsforhold. På det grundlag opstiller man systematiske oversigter over alle levende og uddøde plantearter. Den tilgang til botanikken er også meget gammel og vel nærmest uadskillelig fra botanikken som sådan. Systematikken arbejder med bl.a. taxonomi, fylogenese, fossile planter og genotyper.

## Palæobotanik
Palæobotanikken har fortidens planteverden som sit forskningsfelt. Her arbejder man med udgravning og frilægning af fossile planter og spor efter planter for at skaffe indsigt i planternes evolution. Derfor er bl.a. følgende emner meget centrale for specialet: Pollenanalyse, Kulstof 14-datering, stratigrafering og konservering.

## Plantesociologi
Forskning i plantesociologi består i undersøgelse og beskrivelse af vegetationer, dvs. undersøgelse af plantesamfunds kendetegn og udvikling. Specialet er ret nyt, og der er stadig diskussioner om dets metodikker og arbejdsfelt. Man interesserer sig bl.a. for plantesamfundets sammensætning, indbyrdes forhold, succession og klassificering.

## Plantegeografi
Plantegeografien er ligeledes en nyere udspaltning fra botanikken. Her udforsker man planternes geografiske udbredelse og afhængighed af klima og jordbundsforhold. Derfor er emner som kontinentaldrift, istider, refugier, endemismer og økozoner centrale for faget. 

## Planteøkologi
Forskningen inden for planteøkologien er ny, og den er først blevet et speciale i den sidste halvdel af det 20. århundrede. Man interesserer sig både for plantesamfundenes indre og ydre forhold (også de historiske forhold) og derfor også for vegetationers afhængighed af miljøforholdene og for historiske udnyttelse af området. Områder som vegetation, niche, randzone og succession er vigtige for specialet, som i øvrigt overlapper plantesociologien i nogen grad.